# Опсада Адријанопоља (813)
Опсаду Адријанопоља 813. године (буг. Обсада на Одрин) извршили су Бугари. Завршена је победом бугарске војске.

## Опсада
Опсада је започела убрзо након византијског пораза у бици код Версиникије (22. јун 813. година). Опсаду је подигао брак бугарског кана Крума. Крум је са својом војском опседао Цариград. Неуспешан покушај Византинаца да убију Крума је уништио све покушаје преговора. Крум је опустошио обале Тракије, а потом се окренуо Адријанопољу (Једрену). Браниоци града одржали су се неко време, али су се на крају морали предати због глади. Крум је раселио 10.000 грађана Једрена северно од Дунава.